# نظام دوحزبی
نظام دوحزبی نظام سیاسیای است که دو حزب سیاسی اکثریت که بر سیاست‌ها یک دولت تسلط دارند. به‌طور نمونه یکی از دو حزب، اکثریت را در سیستم مقننه حفظ می‌کند و معمولاً حزب اکثریت خوانده می‌شود در حالی که حزب دیگر در مجلس مقننه حزب اقلیت است. این اصطلاح کاربردهای متفاوتی دارد برای مثال در ایالات متحده، جامائیکا و مالت، نظام دوحزبی به معنی مقرراتی‌ست که همه یا تقریباً همه مقامات منتخب فقط به یکی از دو حزب اکثریت تعلق دارند، و احزاب سوم به ندرت کرسی‌های قوه مقننه را به دست می‌آورند. در چنین ترتیبی نظام‌های دوحزبی از راهکار نظام نخست‌نفری حاصل می‌شوند. در چنین نظام‌هایی که شانس نامزدهای حزب سوم برای پیروزی به اکثریت دفتر ملی بعید است، گروه‌های داخل احزاب بزرگتر یا احزاب مخالف یکی از دو حزب بزرگ یا مخالف هر دو حزب بزرگ می‌توانند در هر یک از احزاب اکثریت نفوذ کنند. در مقابل، در پادشاهی متحد بریتانیا و دیگر نظام‌های پارلمانی و دیگر نقاط، اصطلاح نظام دو-حزبی گاهی برای مشخص کردن ترتیبی به کار می‌رود که دو حزب اکثریت انتخابات را کنترل می‌کنند اما در آن احزاب سوم ماندگار هستند که کرسی‌های قوه مقننه را به دست می‌آورند، و در آن، دو حزب اکثریت به‌طور متناسب از نفوذ بیشتری از درصد آراء پیشنهادی‌شان استفاده می‌کنند.